# Клементьефф, Пом
Пом Клементье́фф (фр. Pom Klementieff; род. 3 мая 1986, Квебек, Квебек, Канада) — французская актриса. Играла в таких фильмах, как «Волк» (2009), «Бессонная ночь» (2011), «Игра хакера» (2015). Наиболее известна как исполнительница роли Мантис в фильмах Кинематографической вселенной Marvel.

## Ранние годы
Пом Клементьефф родилась 3 мая 1986 года в городе Квебек, у матери-кореянки и франко-русского отца, который работал там консулом при правительстве Франции. Её дедушкой был художник Евгений Алексеевич Клементьев (1901, Санкт-Петербург – ок. 1985, Франция), из первой русской эмиграции. У неё был один старший брат. Её родители выбрали имя «Пом», потому что имя похоже по произношению двух корейских слов «весна» (봄) и «тигр» (범). Клементьефф жила в Канаде всего год, её семья много раз путешествовала из-за работы отца, и она жила в Японии и в Кот-д’Ивуаре, прежде чем поселиться во Франции. Позднее Клементьефф сказала, что путешествие в раннем возрасте дало ей «цыганскую душу».
Отец Клементьефф скончался от рака, когда ей было пять лет, а её мать страдала от шизофрении и не могла ухаживать за детьми, поэтому Клементьефф воспитывали её дядя и тетя. Дядя умер, когда ей было 18 лет, а её брат покончил жизнь самоубийством в её 25-й день рождения. Клементьефф посещала юридическую школу после смерти её дяди, чтобы успокоить свою тетю, но не нашла привлекательную карьеру. Она также работала официанткой и продавщицей во Франции. Она начала выступать в 19 лет в театральной школе Курсы Флоран в Париже. За несколько месяцев до получения образования она победила в театральном конкурсе, который подарил ей бесплатные уроки в течение двух лет с лучшими учителями школы.

## Карьера
Первой профессиональной актёрской работой Клементьефф был французский независимый фильм «Жизнь после него» (2007), где она исполнила роль падчерицы главной героини, которую сыграла Катрин Денёв. Съёмки её сцен заняли три дня. Во время одной из сцен, Клементьефф должна была столкнуть кого-то вниз по лестнице, но случайно упала сама, и режиссёр Гаэль Морель оставил именно этот дубль в финальной версии фильма. Её первой главной ролью стал фильм «Волк» (2009). Во время съёмок Клементьефф осталась в лагере, где температура упала намного ниже нуля. Во время съёмок она дружила с кочевниками, которые там жили, работали с настоящими волками, ездили на оленях и плавали с лошадью в озере.
Клементьефф дебютировала в Голливуде в фильме режиссёра Спайка Ли «Олдбой» (2013), который является ремейком одноимённого южнокорейского фильма. Она исполняла роль Хенг-Бока, телохранителя антагониста, которого играл Шарлто Копли. Поклонница оригинального фильма, Клементьефф услышала о роли через Роя Ли, продюсера ремейка, и взяла уроки бокса после изучения роли, связанной с боевыми искусствами. После демонстрации её боксерских навыков во время прослушивания Ли попросил её вернуться домой и вернуться в женской одежде и макияже, как её персонаж в фильме. Клементьефф придумала имя Хенг-Бок, после того, как Ли попросил её исследовать возможные имена для персонажа.
Клементьефф переехала в Лос-Анджелес после того, как фильм «Олдбой» был снят и начала проводить больше голливудских прослушиваний. Она продолжала увлекаться тхэквондо после фильма, и имела фиолетовый пояс с лета 2014 года. Следующей её ролью стал фильм Hacker’s Game (2015), в котором она играет хакера, похожего на Лисбет Саландер из романа «Девушка с татуировкой дракона». Клементьефф снова пригодились навыки бокса, и из-за низкого бюджета ей пришлось самой заниматься макияжем и гардеробом персонажа, в частности, именно она решила покрасить волосы в фиолетовый цвет для роли, на что режиссёры сначала возразили, но позже согласились. Она присоединилась к Кинематографической вселенной Marvel в роли Мантис в фильме «Стражи Галактики. Часть 2» (2017) и в той же роли в картине «Мстители: Война бесконечности» (2018). Позже возвращалась к этой роли в фильмах «Мстители: Финал» (2019), «Тор: Любовь и гром» (2022), «Стражи Галактики. Часть 3» (2023) и телевизионном спецвыпуске «Стражи Галактики: Праздничный спецвыпуск» (2022).

## Фильмография
| Год  |     | Русское название                         | Оригинальное название                       | Роль                      |
| ---- | --- | ---------------------------------------- | ------------------------------------------- | ------------------------- |
| 2007 | ф   | Жизнь после него                         | Apres lui                                   | Эмили                     |
| 2008 | ф   | Без зла, без крови, без ствола           | Sans arme, ni haine, ni violence            | Эн Эйч Ай                 |
| 2009 | ф   | Волк                                     | Loup                                        | Настасья                  |
| 2009 | с   | Ночной Пигаль                            | Pigalle, la nuit                            | Сандра                    |
| 2010 | кор | —                                        | Qu’est-ce qu’on fait?                       | вторая женщина            |
| 2011 | ф   | Верное дельце                            | Une pure affaire                            | Наоми                     |
| 2011 | ф   | Бессонная ночь                           | Nuit blanche                                | Люси                      |
| 2011 | ф   | Нежность                                 | La Délicatesse                              | официантка                |
| 2011 | ф   | Любовь живёт три года                    | L’amour dure trois ans                      | невеста отца              |
| 2011 | ф   | —                                        | Silhouettes                                 | Валери                    |
| 2012 | ф   | Радиозвёзды                              | Radiostars                                  | доставщица пиццы          |
| 2012 | ф   | Переполох на районе                      | Les Kaïra                                   | Тиа                       |
| 2012 | кор | —                                        | El Turrrf                                   | Пом                       |
| 2012 | кор | —                                        | À l’ombre du palmier                        | модель                    |
| 2013 | ф   | Париж любой ценой                        | Paris à tout prix                           | Джесс                     |
| 2013 | ф   | Олдбой                                   | Oldboy                                      | Хенг-Бок                  |
| 2014 | кор | —                                        | RossFit                                     | н/д                       |
| 2015 | ф   | Игра хакера                              | Hacker’s Game                               | Лоис                      |
| 2016 | кор | —                                        | Seed                                        | Кэт                       |
| 2017 | ф   | Ингрид едет на Запад                     | Ingrid Goes West                            | Харли Чанг                |
| 2017 | ф   | Новизна                                  | Newness                                     | Бетани                    |
| 2017 | ф   | Стражи Галактики. Часть 2                | Guardians of the Galaxy Vol. 2              | Мантис                    |
| 2017 | кор | —                                        | Alteration                                  | Эльза                     |
| 2018 | ф   | —                                        | Hacker’s Game Redux                         | Лоис                      |
| 2018 | ф   | Мстители: Война бесконечности            | Avengers: Infinity War                      | Мантис                    |
| 2018 | кор | —                                        | Time of Day                                 | в роли самой себя         |
| 2019 | ф   | Мстители: Финал                          | Avengers: Endgame                           | Мантис                    |
| 2019 | с   | Чёрное зеркало                           | Black Mirror                                | Роксетт                   |
| 2019 | ф   | Неогранённые драгоценности               | Uncut Gems                                  | Лексис                    |
| 2019 | мф  | Семейка Аддамс                           | The Addams Family                           | Лайла и Кайла             |
| 2019 | ф   | Притчи об искусственном интеллекте       | A. I. Tales                                 | Кэт                       |
| 2020 | с   | Мир Дикого запада                        | Westworld                                   | Мартел                    |
| 2020 | с   | —                                        | Acting for a Cause                          | Алекс Горан               |
| 2021 | мф  | Спасите Ральфа                           | Save Ralph                                  | корица                    |
| 2021 | ф   | Сила грома                               | Thunder Force                               | Лазер                     |
| 2021 | ф   | Отряд самоубийц: Миссия навылет          | The Suicide Squad                           | танцовщица в ночном клубе |
| 2022 | ф   | Тор: Любовь и гром                       | Thor: Love and Thunder                      | Мантис                    |
| 2022 | тф  | Стражи Галактики: Праздничный спецвыпуск | The Guardians of the Galaxy Holiday Special | Мантис                    |
| 2023 | ф   | Стражи Галактики. Часть 3                | Guardians of the Galaxy Vol. 3              | Мантис                    |
| 2023 | ф   | Миссия невыполнима: Смертельная расплата | Mission: Impossible – Dead Reckoning        | Пэрис                     |
| 2024 | ф   | Игра киллера                             | The Killer's Game                           | Марианна                  |
| 2025 | ф   | Миссия невыполнима: Финальная расплата   | Mission: Impossible – The Final Reckoning   | Пэрис                     |
| 2025 | ф   | Супермен                                 | Superman                                    | Робот                     |